# Thomas Ronald Baron
Pour les articles homonymes, voir Baron.
Thomas Ronald Baron, né en 1938, est un inspecteur chargé des contrôles de qualité et de sécurité sur les modules de commande du programme Apollo de septembre 1965 à novembre 1966, mort en avril 1967 avec sa femme et sa fille dans la collision de leur automobile avec un train[réf. nécessaire] une semaine après son témoignage à Cap Kennedy du 21 avril 1967 auprès d'une commission de parlementaires enquêtant sur l'accident d'Apollo 1.

## Biographie
En congé depuis novembre 1966, il est renvoyé le 5 janvier 1967 par North American, la compagnie qui l'employait, après qu'il a transmis à la presse ses critiques sur les méthodes de travail de son employeur. Après enquête, la cause du drame est officiellement déclarée comme un « accident » par la police, Baron aurait essayé de faire passer la voie à sa voiture avant le passage du train[réf. nécessaire].

## Analyse
Son témoignage a nourri les rumeurs sur le programme Apollo.